# Бернетт (переписна місцевість, Вісконсин)
Бернетт (англ. Burnett) — переписна місцевість (CDP) в США, в окрузі Додж штату Вісконсин. Населення — 220 осіб (2020).

## Географія
Бернетт розташований за координатами 43°30′23″ пн. ш. 88°42′30″ зх. д. / 43.50639° пн. ш. 88.70833° зх. д. (43.506496, -88.708441).  За даними Бюро перепису населення США в 2010 році переписна місцевість мала площу 0,65 км², уся площа — суходіл.

## Демографія
Згідно з переписом 2010 року, у переписній місцевості мешкало 256 осіб у 105 домогосподарствах у складі 72 родин. Густота населення становила 395 осіб/км².  Було 111 помешкання (171/км²).
Расовий склад населення:
| - 100,0 % — білих |

До двох чи більше рас належало 0,0 %. Частка іспаномовних становила 2,0 % від усіх жителів.
За віковим діапазоном населення розподілялося таким чином: 21,9 % — особи молодші 18 років, 66,4 % — особи у віці 18—64 років, 11,7 % — особи у віці 65 років та старші. Медіана віку мешканця становила 42,5 року. На 100 осіб жіночої статі у переписній місцевості припадало 93,9 чоловіків;  на 100 жінок у віці від 18 років та старших — 94,2 чоловіків також старших 18 років.
Середній дохід на одне домашнє господарство  становив 49 755 доларів США (медіана — 39 185), а середній дохід на одну сім'ю — 60 166 доларів (медіана — 43 125). За межею бідності перебувало 14,6 % осіб, у тому числі 22,4 % дітей у віці до 18 років та 0,0 % осіб у віці 65 років та старших.
Цивільне працевлаштоване населення становило 120 осіб. Основні галузі зайнятості: виробництво — 32,5 %, оптова торгівля — 17,5 %, освіта, охорона здоров'я та соціальна допомога — 11,7 %, мистецтво, розваги та відпочинок — 10,0 %.